# 天井山草蜥
天井山草蜥（学名：Takydromus albomaculosus），一种发现于于中国广东省乳源县天井山地区的爬行动物，隶属于有鳞目蜥蜴科（正蜥科）草蜥属。

## 形态特征
天井山草蜥体型较大，正模标本成年雄性体长65.5毫米，配模标本成年雌性体长70.9毫米。背部棕色，腹部绿色，体侧为深棕色或棕黑色，并有几对白色圆斑/点斑。颌鳞4对。股孔3-4对。

## 保护
本种于2023年被收录入《有重要生态、科学、社会价值的陆生野生动物名录》。